# Wysokie (Schlesische Beskiden)

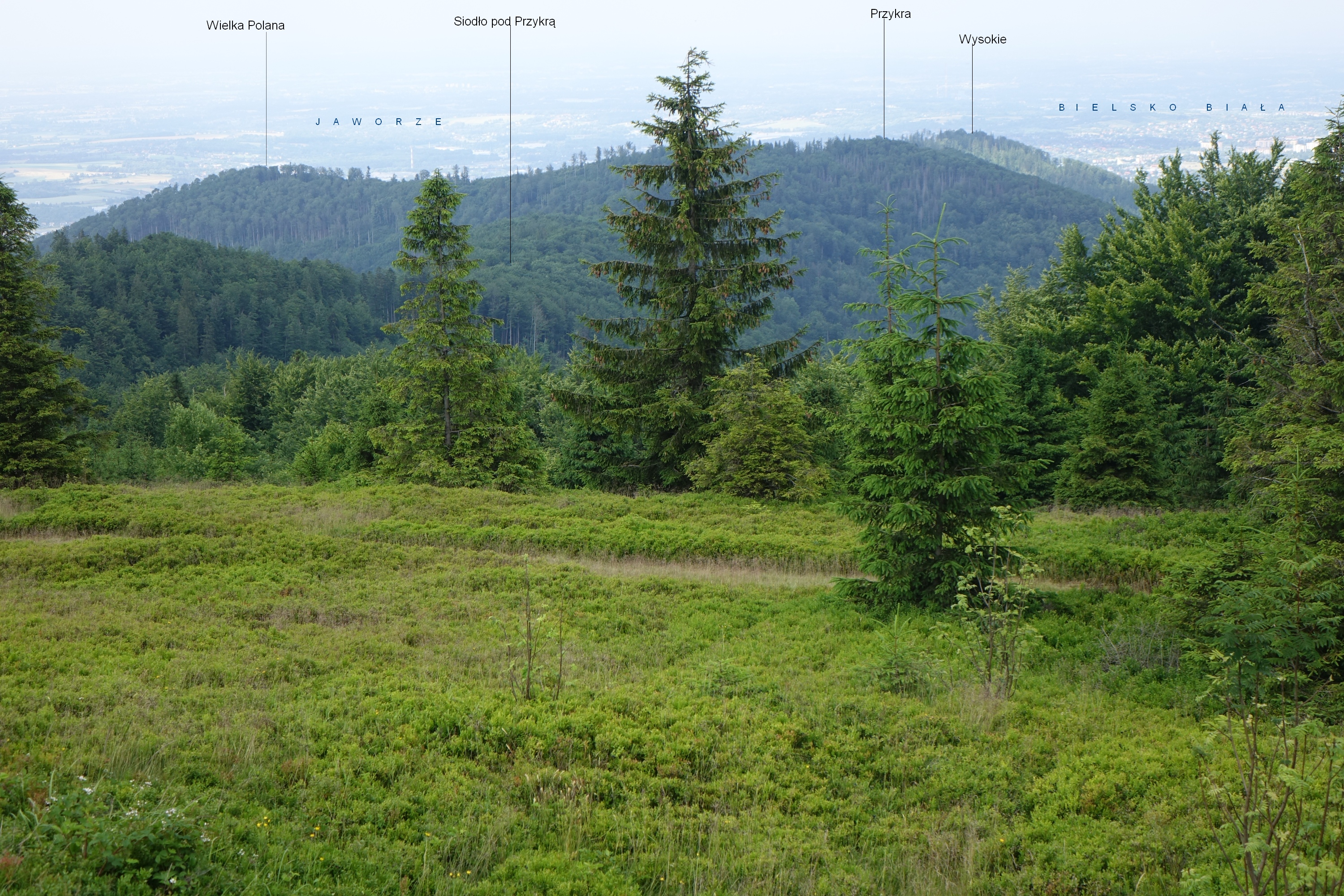

Die Wysokie (deutsch: Hoher Berg) ist ein Berg in Polen. Er liegt an der Grenze des Gemeindegebiets von Bielsko-Biała und Jaworze unweit der Błatnia. Mit einer Höhe von 756 m ist er ein niedrigerer Berg im Klimczok-Kamm der Schlesischen Beskiden. In den Wäldern fanden zur Zeit der habsburgischen Gegenreformation verbotene protestantische Messen, u. a. Trauungen, statt.

## Tourismus
- Auf den Gipfel führen markierte Wanderwege von Bielsko-Biała.